# Distrikt Pacasmayo
Der Distrikt Pacasmayo liegt in der Provinz Pacasmayo in der Region La Libertad in Nordwest-Peru. Er besitzt eine Fläche von 30,84 km². Beim Zensus 2017 wurden 28.959 Einwohner gezählt. Im Jahr 1993 lag die Einwohnerzahl bei 23.705, im Jahr 2007 bei 26.118. Der Distrikt wurde am 23. November 1864 gegründet. Verwaltungssitz ist die Küstenstadt Pacasmayo.

## Geographische Lage
Der Distrikt Pacasmayo liegt an der Pazifikküste 8 km südlich der Mündung des Río Jequetepeque. Der Distrikt hat eine Längsausdehnung in SW-NO-Richtung von 11,5 km. Er ist quasi deckungsgleich mit der gleichnamigen Stadt. Die Nationalstraße 1N (Panamericana) durchquert den Distrikt. Südlich der Stadt Pacasmayo befindet sich der Flughafen Aeropuerto de Pacasmayo (ICAO: SPYO). Im Norden grenzt der Distrikt an den Distrikt Jequetepeque, im Nordosten an den San José sowie im Osten und Süden an den Distrikt San Pedro de Lloc.